# Ivars Seleckis
Ivars Seleckis né le 22 septembre 1934 à Riga en Lettonie est un cadreur et réalisateur letton principalement spécialisé dans le tournage des films documentaires.

## Biographie
Ivars Seleckis est diplômé de l'Institut national de la cinématographie de Moscou (1952-1957). Il débute en 1958 au Riga Film Studio, d'abord, comme assistant de cadreur, puis, en tant que cadreur et réalisateur. À partir de 1991, il travaille au studio du film documentaire de Riga où, à ses débuts, il est assisté d'Aivars Freimanis. Il est l'auteur de plus de trente documentaires. En 1989, son film Šķērsiela [La Rue de traverse] est récompensé par le prix de l'Académie européenne du cinéma pour le meilleur film documentaire, par le Prix Robert et Frances Flaherty au Festival international du documentaire de Yamagata et par le Prix Nika à Moscou en 1990,. Ce film est également inclus dans la Canon culturel letton. La suite du film Jaunie laiki Šķērsielā sortie en 1999 reçoit le prix du meilleur film au festival du film letton Lielais Kristaps, dans la catégorie meilleur documentaire en 2000. Le troisième volet de cette série, Kapitālisms Šķērsielā, est réalisé en 2013.
En 2005, l'artiste est fait officier de l'Ordre des Trois Étoiles. Le 11 décembre 2014 lors de la cérémonie Lielais Kristaps, on lui remet ainsi qu'à son épouse Maija Selecka, le prix spécial pour une contribution remarquable au cinéma national.

## Filmographie
- 1963 : Krasts (avec Aivars Freimanis)
- 1964 : Ceļa maize
- 1965 : Gada reportāža (avec Aivars Freimanis)
- 1966 : Kuldīgas freskas (avec Aivars Freimanis)
- 1968 : Tikšanās Gvinejā
- 1969 : Lomi (avec Aivars Freimanis)
- 1970 : Valmieras meitenes
- 1971 : Tava algas diena
- 1973 : Apcirkņi
- 1974 : Es biju, es esmu, es būšu
- 1975 : Motociklu vasara
- 1976 : Zobena ēnā
- 1976 : Slāpju spogulis
- 1978 : Sieviete, kuru gaida
- 1980 : Pasaules paplašināšana
- 1980 : Iecirkņa priekšnieks
- 1982 : Īsa pamācība mīlēšanā
- 1982 : ...un arī jūtām
- 1983 : Meklēju vīrieti
- 1984 : Sieviete starp diviem romāniem
- 1984 : Pārnāksana
- 1985 : Latvija no putna lidojuma
- 1986 : Maestro bez frakas (consacré à Raimonds Pauls)
- 1987 : Mūsu Tālis
- 1988 : Mūsu dzīves zvaigžņu stunda
- 1988 : Šķērsiela
- 1989 : Latvija 1989.
- 1990 : Zolitūde
- 1992 : Eduards Ševarnadze. No pagātnes uz nākotni
- 1994 : Nāc lajā bālais mēnes!
- 1995 : Gājiens ar krokodilu
- 1996 : Sāļā dzīve
- 1998 : Pāri upei aizvējā
- 1999 : Jaunie laiki Šķērsielā
- 2002 : Operdziedātāja uz skrituļslidām
- 2007 : Zem ozola kuplajiem zariem
- 2013 : Kapitālisms Šķērsielā
- 2018 : To Be Continued[7]